# Dynamique déterministe cyclique des populations
 (janvier 2016).
La dynamique déterministe cyclique des populations est l'étude de la dynamique des populations qui présentent des fluctuations périodiques selon un modèle qui ne prend pas en compte de variables aléatoires. Cette dynamique peut être provoquée par différentes causes.

## Les différents types de cycles
Il existe différents types de cycles car il y a plusieurs types de fluctuations périodiques. Il y a les fluctuations saisonnières, les fluctuations annuelles, et les fluctuations pluriannuelles.

## Les causes

### Interactions inter et intra spécifiques

#### Prédation
La prédation est une des causes de dynamique cyclique, qui est expliquée par l'interaction interspécifique proie-prédateur avec généralement un prédateur spécialisé (qui ne se nourrit que d'une espèce). Ces espèces liées par le réseau trophique ont des dynamiques cycliques symétriques. Le prédateur spécialisé va exercer une pression négative sur la densité de population de ses proies, celle-ci va diminuer, et les proies vont se faire plus rares. C'est à ce moment-là que manquant de proies pour se nourrir, la densité de prédateurs va décliner à son tour. Comme il y aura moins de prédateurs, les proies seront moins chassées et vont pouvoir croître rapidement; devenant plus abondantes et donc augmentant la disponibilité de ressources dans le milieu du prédateur spécialisé, celui-ci aussi, va à son tour croître, jusqu'à exercer une trop forte prédation sur ses proies et ainsi recommencer le cycle de ces dynamiques liées. On observe une densité dépendance négative à effet retard. 
Au sein même des relations de compétitions, on peut observer deux types de cycles selon que l'on s’intéresse aux prédateurs généralistes ou spécialistes. Le nombre d'années composant ces cycles ne diffère pas significativement mais la structure, elle, change. Si un prédateur est généraliste, il consomme donc plusieurs proies différentes et n'est pas particulièrement lié à l'une d'entre elles. Cela engendre des cycles de types "single-specie". Au contraire si un prédateur est spécialiste, il favorisera la consommation d'une seule espèce de proie et sera par conséquent très lié à cette dernière. Ce comportement donnera des cycles de type "consumer-resource".  
Les cycles sont le plus souvent représentés par le modèle de Lotka-Volterra. Ces équations représentent la dynamique de la densité de proie et celle du prédateur. 
Cependant on y ajoute un terme d'interaction multiplicatif et on suppose que les interactions se font de manière aléatoires:
{\displaystyle {\frac {dN}{dt}}=rN-\alpha NP=N(r-\alpha P)}
```

  

    

      

        

          

            

              
d

              
P

            

            

              
d

              
t

            

          

        

        
=

        
β

        
N

        
P

        
−

        
b

        
P

        
=

        
P

        
(

        
β

        
N

        
−

        
b

        
)

      

    

    
{\displaystyle {\frac {dP}{dt}}=\beta NP-bP=P(\beta N-b)}

  

```

```
Avec 
```

{\displaystyle N} = la densité de proies
{\displaystyle P} = la densité de prédateurs
{\displaystyle r} = le taux d'accroissement intrinsèque de la proie
{\displaystyle b} = le taux de mortalité du prédateur
{\displaystyle \alpha } = taux d'attaque du prédateur 
{\displaystyle \beta } = les taux d’interaction par individu et par unité de temps. {\displaystyle \beta =z\alpha }avec {\displaystyle z}= le coefficient de conversion du nombre de proies mangées en nombre de prédateurs produits. 
Si on étudie la dynamique de ce modèle, on va obtenir un point d'équilibre pour une densité de proie et une densité de prédateur particulière. L'analyse de ces trajectoires montre alors qu'elles tournent autour d'un point d'équilibre. Les oscillations sont engendrées par le fait que la dynamique de prédateur suit toujours la dynamique de la population de la proie avec un retard.
Exemples :
- Le lièvre d'Amérique Lepus americanus et le lynx du Canada Lynx canadensis : ce lynx est un prédateur spécialisé de ce lièvre. Dans le réseau trophique le lynx est donc régulé par sa proie. Quand il en manque, sa densité décroît, ce qui permet à la densité de lièvres de croître et donc d'être plus abondants dans le milieu. Les ressources étant plus disponibles, la densité du lynx ré-augmente et ainsi de suite. Ces deux espèces suivent une dynamique cyclique à densité dépendante négative, avec des cycles qui durent en moyenne 10 ans. Seulement, plusieurs scientifiques affirment que ces modèles de dynamiques cycliques liés entre proie et prédateur sont un peu trop simplistes. Le lièvre, un herbivore, est susceptible d'être régulé par le haut de sa chaîne trophique (les prédateurs) mais aussi par le bas (ses ressources, comme les plantes), tout comme le lynx a potentiellement des prédateurs qui peuvent le réguler par le haut de sa chaîne trophique. Il existe plein d'interactions au sein d'un écosystème qui peuvent interférer dans cette interaction proie-prédateur. Les écosystèmes comme ceux où vivent ces espèces sont tellement complexes qu'il est difficile de tout prendre en compte pour décrire les causes qui régissent ces dynamiques cycliques observées.
- Les campagnols Microtus arvalis du Jura et du Massif Central  : les campagnols ont la particularité de créer une "vague" de densité de population dans cette région. Ils démarrent dans une commune dite "de démarrage" constituée de prairies essentiellement, puis la vague se propage comme une onde à une vitesse constante en augmentant en densité, jusqu'à un endroit voisin, principalement constitué de forêts. Puis la vague revient à son point de départ en diminuant en densité de campagnols. Cela est en partie expliqué par le fait que dans les prairies, il y a principalement des prédateurs spécialisés sur les campagnols. Leurs dynamiques cycliques sont symétriques avec celle des campagnols, ils sont liés. Ces prédateurs chassent les campagnols et les maintiennent à faible densité mais pas totalement. Les campagnols se déplacent et arrivent dans une zone forestière où il y a principalement des prédateurs généralistes qui ont tendance à stabiliser la population. Pour diverses raisons (mais principalement pour une question de ressource alimentaire, comme les végétaux), les campagnols retournent dans les prairies où ils retrouvent leurs prédateurs spécialisés, et là la densité de population des campagnols décroît à nouveau.

#### Herbivorie
L'herbivore provoque des dynamiques cycliques entre deux espèces (végétales et herbivores) de la même façon que pour la prédation, on observera là aussi une dynamique cyclique liée à une densité dépendante négative à effet retard. Il va y avoir un enchaînement de cycles pour ces deux espèces, avec des phases de croissance et de décroissance de la densité de ces deux populations. Leur dynamique cyclique étant, comme dans le cas de la prédation, liée et symétrique.
Un exemple est fourni par le  papillon « Goutte-de-sang » (Tyria jacobaeae) et sa plante-hôte larvaire le Séneçon jacobée (Jacobaea vulgaris). Ce papillon pond ses œufs sur les feuilles de ces plantes et les chenilles qui vont en sortir vont pouvoir directement manger les feuilles de la plante. Ces chenilles dévorent littéralement  les plantes, les plantes vont ainsi devenir de plus en plus rares dans le milieu. Il n'y aura donc plus de plante pour que les papillons puissent pondre, ni de ressources alimentaires pour les chenilles. Les chenilles vont décroitre à leur tour, permettant aux plantes d'être moins mangées et proliférer à nouveau et nourrir les chenilles en abondance, et ainsi de suite. Leur dynamique cyclique connait des fluctuations d'amplitudes tous les 5 ans.Parfois ces dynamiques cycliques peuvent être perturbées par d'autres interactions extérieures (compétition intra ou inter spécifique, etc.), ou encore par des facteurs abiotiques du milieu.

#### Parasitisme
Une autre cause de la dynamique cyclique des populations est le parasitisme (qui est une interaction +/- durable dans le temps). En effet, le parasite permet de réguler la population de son hôte en affectant la valeur sélective (taux de reproduction et survie) de celui-ci. Cette dynamique hôte-parasite peut engendrer des cycles de périodicité variable, allant de 4 ans pour le Lagopède d’Écosse, jusqu’à 10 ans pour la Tordeuse grise du mélèze en Suisse.  
Exemples :
En Suisse : la tordeuse grise du mélèze Zeiraphera diniana et le parasitoïde Phytodietus griseanae.
Phytodietus griseanae est un ectoparasite qui se développe aux dépens des chenilles de la tordeuse grise du mélèze.  Les premières études sur cette interaction démontraient que seule la qualité des plantes dont se nourrissaient la tordeuse grise induisait des cycles. Cependant, dans une étude plus récente, les scientifiques ont prouvé qu’en réalité, en ré-analysant les données, l’interaction hôte-parasite était responsable à 90 % du cycle de la population de la tordeuse grise et que l’abondance en plantes dans la forêt était en réalité une réponse au changement d’abondance de ce tortricidé. Le parasite va jouer sur son hôte en réduisant sa survie. En effet, la femelle parasitoïde doit se nourrir de l’hémolymphe de son hôte pour subsister et cela peut entraîner la mort de l’hôte.
Au Royaume Uni : le nématode parasite Trichostrongylus tenuis et le lagopède d'Écosse Lagopus lagopus scoticus . La population de lagopèdes suit des cycles de 4 à 8 ans. Cette dynamique contient de nombreux « crashs » durant lesquels la population de lagopèdes se trouve extrêmement réduite. En effet, lorsque le lagopède est infecté par le ver parasite, cela réduit fortement le taux de reproduction des femelles et il en résulte des « crashs » dans les effectifs de population. Les expériences ont montré qu’en éliminant ce ver parasite, la dynamique de la population n’avait plus cet aspect cyclique observé auparavant ; par conséquent, c’est le parasitisme qui engendre les cycles.

#### Compétition
La compétition, qu'elle soit inter ou intra spécifique, peut causer des dynamiques cycliques chez certaines espèces. Là aussi on observe des dynamiques cycliques symétriques. Cela est souvent provoqué quand deux espèces (ou deux groupes d'une même espèce) convoitent les mêmes ressources et que celles-ci sont limitées en disponibilité.

### Facteurs abiotiques

#### Oscillations nord atlantique (NAO)
Les oscillations Nord-Atlantiques décrivent les variations du régime océan-atmosphère sur la région nord atlantique selon des cycles d'environ 20-25 ans. Ces différences de pression dans l'atmosphère déterminent la direction et la vitesse du vent d'ouest dans l'océan Atlantique, et régissent la température continentale et océanique. Par exemple, en Europe méridioniale, un index NAO négatif correspond à un hiver chaud et humide, tandis qu'un index NAO positif correspond à un hiver froid et sec. Ces variations de température et de condition du milieu peuvent fortement affecter une population donnée et avoir un impact sur leur dynamique, la rendant cyclique. Certaines années les conditions sont optimales, une espèce sensible aux conditions environnementales va croître et se développer correctement. Puis les prochaines années, les changements de conditions vont rendre le milieu défavorable et cette espèce va décliner, jusqu’aux prochaines variations, et ainsi de suite.
Exemple :
Les salamandres S. strinatii : une étude de la dynamique d'une population de salamandres méditerranéennes a été menée durant 24 ans, et un lien entre la dynamique des salamandres et les index NAO a été mis en évidence. En effet, l'étude montre qu'il y a une corrélation négative entre l'index NAO et l'abondance des salamandres : pendant un hiver froid et sec, l'abondance des salamandres sera moindre que pendant un hiver chaud et humide.

#### Oscillations décennales du Pacifique (PDO)
Les Oscillations décennales du Pacifique présentent aussi des fluctuations cycliques. Le PDO a une influence sur la dynamique déterministe des populations, notamment sur la population de saumons de l'Océan Pacifique. Lors des phases négatives du  PDO, le climat est froid en Alaska, et lors des phases positives le climat se réchauffe fortement. Le PDO a une influence sur la dynamique déterministe des populations car certaines sont très sensibles à leur milieu et ne peuvent se développer que dans des conditions environnementales très stricts. Par conséquent, lorsque celui-ci change, cela provoque une chute de la densité chez ces populations.
Exemple :
Le saumon en Alaska  : une étude a montré qu'il y avait une corrélation positive entre l'index PDO et l'abondance de saumons. Un index PDO positif entraine une forte abondance de saumons, et inversement. 

#### Oscillations australes et El Nino (ENSO)
L'ENSO est un acronyme qui relie le phénomène du El Niño à celui des variations australes de la pression atmosphérique. ENSO inclut les variations de El Niño en fonction des oscillations australes (SOI). En effet, le courant chaud apporté par El Niño est caractéristique des phases négatives du SOI, alors que le courant froid apporté par La Niña est caractéristique des phases positives du SOI. La Niña (LN) et El Niño (EN) s'alternent de façon cyclique, ce qui a des conséquences sur les dynamiques des populations de certaines espèces.
Exemple :
Les bivalves Donax dentifer de Malagà Bay dans le Pacifique colombien  : l’étude des cycles EN-LN montre que dans cette zone géographique, pendant une phase de LN positive, il y a de fortes précipitations, ce qui fait écouler l'eau des rivières jusqu'à l'Océan, et cela provoque une diminution de salinité, et surtout une re-suspension des sédiments, qui est source de nutriments pour les bivalves. Cela entraîne la libération des gamètes puis une période de ponte.
Pendant une phase de EN positive, l'étude a observé une abondance de bivalves à maturité sexuelle. LN est considéré comme une phase favorable pour les bivalves, tandis que EN, une phase défavorable. Ce phénomène va donc guider le cycle de reproduction de cette espèce et ainsi régir l'abondance de cette population.

#### Cycles solaires
Les cycles solaires sont des cycles qui peuvent durer de 8 à 15 ans. Ils sont caractérisés par la présence de taches solaires avec un champ magnétique. Un cycle différent de son précédent par l'inversion de la polarité de ce champ magnétique. Ces cycles solaires sembleraient avoir une influence sur les dynamiques cycliques de certaines populations sur la Terre.

#### Disponibilité et qualité des ressources
Il existe des dynamiques cycliques dues à des variations à différents niveaux de réseaux trophiques. Il suffit que l’abondance de ressources varie selon des phénomènes abiotiques pour que la dynamique des espèces liées à ses ressources varie également. En Antarctique, région fortement troublée par le réchauffement climatique, l’abondance de krill dans l’océan est directement liée à la couverture de glace sur l’eau (elle-même régulée par la température). Or le krill est une ressource alimentaire pour de nombreux prédateurs de l'Antarctique tels que différents oiseaux de mer et mammifères marins. Ainsi de nombreuses espèces sont directement liées à l’abondance en ressources (krill) liée au climat, et cela crée des fluctuations en chaîne. Ici on associe les interactions proies-prédateurs et facteurs abiotiques.
Il semblerait que le cycle proie-prédation entre les lynx et les lièvres résulte en fait de l'alternance de la qualité de la ressource. Lorsque la densité de lièvres est haute, les plantes développe un certain nombre de défenses qui font baisser la qualité de la ressource. Les taux vitaux des lièvres baissent alors, la densité de lièvre baisse. La plante ne subissant plus la pression de l'herbivorie, après un délai, la plante recommence à présenter une bonne qualité. La pression de l'herbivorie ré-augmente, cela engendre alors un nouveau cycle. Ainsi, le lynx ne ferait que suivre les cycles engendrés par la ressource et l'herbivore.